# 우치다 다쓰야
우치다 다쓰야(일본어: 内田 達也, 1992년 2월 8일 ~ )는 일본의 축구 선수이다.

## 구단 경력
그는 2010년부터 2023년까지 J리그의 감바 오사카, 도쿄 베르디, 더스파구사쓰 군마에서 활동하였다.

## 국가대표팀 경력
그는 2009년 FIFA U-17 월드컵에 참가할 일본 U-17 국가대표팀에 발탁되었으며, 3경기에 출전했다.